# كنتارو يابوكي
كنتارو يابوكي ((باليابانية: 矢吹 健太朗، بالروماجي: Yabuki Kentarō)، وُلد في 4 فبراير 1980 في كوتشي)، هو مانگاكا ياباني، المعروف بتأليفه ورسمه لـبلاك كات. معلمه كان تاكيشي أوباتا، رسام ديث نوت، هيكارو نو گو وباكومان.

## نظرة عامة
صرح يابوكي بأن كل شيء تعلمه عن رسم المانگا كان من دراگون بول لأكيرا تورياما. اعترف يابوكي أيضًا بأن أول منشوراته في جمب لم يكن عمله الخاص، بل كان عملًا تصويريًا يجمع بين، أو الأصح، يدمج گوهان وترانكس وقام بتسليمه لمسابقة في 1995 وحاز على جائزة به.
أشهر أعمال يابوكي هو بلاك كات الذي استمر نشره منذ 2000 حتى 2004 في شونن جمب الأسبوعية وعُرض منه مسلسل أنمي. الأخير دُبلج إلى العربية. عند انتهاء السلسلة، عبر يابوكي عن رغبته في تأليف سلسلة لاحقة لـبلاك كات، أو جعل شخصياتها تظهر مجددًا في عمل آخر. منذ 2004، لم يعمل إلا كرسام تصويري لأعمال من تأليف أشخاص آخرين، بما فيها تو لاڤ-رو مع مساعده السابق ساكي هاسيمي.
قام يابوكي بتأدية ممثل زائد في فيلم 2003 گودزيلا×موثرا×ميكاگودزيلا: طوكيو إس.أو.إس، وهو يركض في شوارع روپونگي هيلز.

## أعمال
- ياماتو گنسوكي (باليابانية: 邪馬台幻想記، بالروماجي: Yamato Gensōki) (شوئيشا، 1998)[5]
- جيگِن باكوجو (باليابانية: 時限爆呪، بالروماجي: Jigen Bakuju) (شوئيشا، 1999)،[5] الرسوم فقط، رواية خفيفة لكايا كيزاكي
- بلاك كات (باليابانية: ブラックキャット، بالروماجي: Burakku Kyatto) (شوئيشا، 2000-2004)[5]
- ترانس بوي (باليابانية: トランスボーイ، بالروماجي: Toransu Bōi) (سنة 2004)
- تو لاڤ-رو (باليابانية: To LOVEる -とらぶる-، بالروماجي: To LOVEru -Toraburu-) (شوئيشا، 2006-2009)،[5] رسام
- مايوي نيكو أوڤررن! (باليابانية: 迷い猫オーバーラン!، بالروماجي: Mayoi Neko Ōbāran!) (شوئيشا، 2010)،[5] رسام
- فُتاگامي دَبل (باليابانية: フタガミ*ダブル، بالروماجي: Futagami Daburu) (فصل واحد، 2010)
- تو لاڤ رو -داركنس- (باليابانية: To LOVEる -とらぶる- ダークネス، بالروماجي: To LOVEru -Toraburu- -Dākunesu-) (شوئيشا، 2010-حتى الآن)،[5] رسام
- نيجي-يومي گاكوين زُ-كيون أوي (باليابانية: にじよめ学園 ズキューーン葵، بالروماجي: Nijiyome Gakuen Zukyūn Aoi)، رسام
- هاتينا☆إليوجن (باليابانية: はてな☆イリュージョン، بالروماجي: Hatena☆Iryūjon) (شوئيشا، 2014-حتى الآن)، الرسوم فقط، رواية خفيفة لتوموهيرو ماتسو

## وصلات خارجية
- كنتارو يابوكي على موقع IMDb (الإنجليزية)
- كنتارو يابوكي على موقع روتن توميتوز (الإنجليزية)
- كنتارو يابوكي على موقع ANN person (الإنجليزية)